# Тепловое расширение
Теплово́е расшире́ние (также используется термин «термическое расширение») — изменение линейных размеров и формы твёрдого тела при изменении его температуры. Количественно тепловое расширение жидкостей и газов при постоянном давлении характеризуется изобарным коэффициентом расширения (объёмным коэффициентом теплового расширения). Характеристика теплового расширения твёрдых тел — коэффициент линейного теплового расширения.
Раздел физики, изучающий тепловые расширения называется дилатометрией, приборы для измерения теплового расширения называются дилатометры.
Тепловое расширение тел учитывается при проектировании и конструировании многих установок, приборов, машин и сооружений, работающих при значительных изменениях температуры - например, паровых и водогрейных котлов, тягодутьевых машин, паровых турбин, технологических печей, двигателей, при строительстве железных дорог, трамвайных путей, линий электропередачи и контактных сетей.

## Теория
Основной закон теплового расширения гласит, что тело с линейным размером {\displaystyle L} в соответствующем измерении при увеличении его температуры на {\displaystyle \Delta T} и отсутствии внешних механических сил расширяется на величину {\displaystyle \Delta L}, равную:
{\displaystyle \Delta L=\alpha L\Delta T,}
где {\displaystyle \alpha } — так называемый коэффициент линейного теплового расширения.
Аналогичные формулы имеются для определения изменения площади и объёма тела при тепловом расширении. В приведённом простейшем случае, когда коэффициент теплового расширения не зависит ни от температуры, ни от направления расширения, вещество будет равномерно расширяться по всем направлениям в соответствии с вышеприведённой формулой.
Если в твёрдом теле основным механизмом расширения и других тепловых эффектов является увеличение амплитуды колебаний кристаллической решётки, то в случае жидкости — это уменьшение числа ближайших соседей Z, которое характеризует ближний порядок (кристалл обладает как дальним, так и ближним порядком, жидкость — только ближним, газ — никаким; следовательно, кристалл сохраняет и объём, и форму, жидкость — только объём, а газ не имеет ни фиксированного объёма, ни формы). Поэтому простая дырочная модель жидкости, исходящая из наличия в жидкости ближнего порядка, характеризующегося числом ближайших соседей Z, хорошо описывает тепловое расширение и другие температурные эффекты вплоть до критической температуры, по крайней мере, в достаточно простых жидкостях.